# Députés de la 2e législature du Bénin

Cet article donne la liste par ordre alphabétique des 83 députés béninois élus au suffrage universel direct au scrutin de liste à la représentation proportionnelle pour un mandat de quatre ans siégeant à l'Assemblée nationale pour le compte de la deuxième législature de 1995-1999. Ils sont rééligibles et représentent la Nation tout entière.

## Méthodologie
Pour chaque député, la liste précise sa circonscription d'élection, sa date de naissance, sa  profession, son suppléant, le parti politique  auquel il appartient ainsi que le groupe auquel il appartient. Sauf indication contraire, les députés et suppléants siégeant ont sont élus lors des élections législatives de 1995.
Un député est qualifié de « dissident », lorsqu'il siège dans un groupe parlementaire autre que celui-ci dans lequel la majorité des membres de son parti est affiliée. Cet état de dissidence n'empêche pas le député de continuer d'être officiellement membre de son parti d'origine.
Lors de la nomination au gouvernement ou du décès d'un député ou toute autre cause d'une invalidation, son suppléant devient député (un mois après en cas d'acceptation d'une fonction gouvernementale). En outre, à l'issue d'un délai d'un mois conformément à la Constitution du 11 décembre 1990, les ministres élus quittant le gouvernement ne peuvent plus retrouver leur siège, sans passer par une autre élection législatives en dehors du mandat en cours.

## Bureau
Le bureau de l'Assemblée nationale est composé comme suit :
| Président          | Bruno Amoussou         |
| 1er vice-président | Joseph Marcellin Dégbé |
| 2e vice-président  | Théophile Nata         |
| 1er questeur       | Maxime Houédijissin    |
| 2e questeur        | Ambroise Adanklounon   |
| 1er secrétaire     | Djibril Mama Débourou  |
| 2e secrétaire      | Alexandre Hountondji   |

## Partis politiques représentés
les partis politiques ou alliances de partis représentés au cours cette deuxième législature
| Sigle             | Partis et alliances de partis                          | Chef du parti               | Sièges obtenus | Positionnement |
| ----------------- | ------------------------------------------------------ | --------------------------- | -------------- | -------------- |
| ADD               | Alliance pour une dynamique démocratique               |                             | 1              |                |
| Alliance caméléon | Alliance caméléon                                      |                             | 1              |                |
| Alliance IPD      | Alliance Impulsion pour le progrès et le développement | Théophile Nata              | 3              |                |
| ASD               | Alliance pour la sociale et la démocratie              | DOSSOU Robert Marcellin     | 1              |                |
| FARD-ALAFIA       | Front d'action pour le renouveau et le développement   | Daniel Tawéma               | 10             |                |
| MADEP             | Mouvement africain pour la démocratie et le progrès    | Séfou Fagbohoun             | 3              |                |
| MNDD              | Mouvement National pour la Démocratie et le Progrès    |                             | 1              |                |
| NCC               | Notre Cause Commune                                    | ODJO Tankpinou François     | 3              |                |
| PCB               | Parti communiste du Bénin                              | FATONDJI Pascal             | 1              |                |
| PRD               | Parti du renouveau démocratique                        | Adrien Houngbédji           | 19             |                |
| PSD               | Parti social-démocrate                                 | Bruno Amoussou              | 8              |                |
| RAP               | Rassemblement pour une alternative progressiste        |                             | 1              |                |
| RB                | Renaissance du Bénin                                   | Rosine Vieyra Soglo         | 19             |                |
| RDL VIVOTEN       | Rassemblement des démocrates libéraux VIVOTEN          | Séverin ADJOVI              | 3              |                |
| RDP               | Rassemblement pour la démocratie et le panafricanisme  | HOUNGNINOU O. Dominique     | 1              |                |
| UDS               | Union pour la démocratie et la solidarité nationale    | Sacca Lafia                 | 5              |                |
| UNSP              | Union nationale pour la solidarité et le progrès       | ZOUMAROU Wally Bobo Mamadou | 2              |                |

## Liste des députés
| Portrait | Députés                            | Date de naissance | Profession | Partis            | Groupe | Circonscription | Suppléant |
| -------- | ---------------------------------- | ----------------- | ---------- | ----------------- | ------ | --------------- | --------- |
|          | Ambroise Adanklounon               |                   |            | NCC               |        |                 |           |
|          | ADJITCHE Kokou Timothée            |                   |            | ASD               |        |                 |           |
|          | AHLONSOU Amoudatou                 |                   |            | PRD               |        |                 |           |
|          | AHOUADI Tony Rémy                  |                   |            | PRD               |        |                 |           |
|          | AHOUANDJINOU Raymond               |                   |            | RB                |        |                 |           |
|          | AHOUANGONOU G. Emile               |                   |            | NCC               |        |                 |           |
|          | AKADIRI A. Tadjou                  |                   |            | PRD               |        |                 |           |
|          | AKPO Honavi                        |                   |            | RB                |        |                 |           |
|          | ALI SABI Ismaïl                    |                   |            | FARD-ALAFIA       |        |                 |           |
|          | ALLAGBE Ambroise                   |                   |            | RDL VIVOTEN       |        |                 |           |
|          | Bruno Amoussou                     |                   |            | PSD               |        |                 |           |
|          | AROUNA Soumarou dit TOTO           |                   |            | NCC               |        |                 |           |
|          | ASSE Akakpo Sévérin                |                   |            | ADD               |        |                 |           |
|          | ASSOUMAN Nouhoum                   |                   |            | UNSP              |        |                 |           |
|          | ATIKPAHOUN K. Hilaire              |                   |            | RB                |        |                 |           |
|          | AVOCE Jean                         |                   |            | MADEP             |        |                 |           |
|          | Candide Azannaï                    |                   |            | RB                |        |                 |           |
|          | BADET Pierre                       |                   |            | RB                |        |                 |           |
|          | BAH COIHO Nathaniel                |                   |            | RB                |        |                 |           |
|          | BIAOU Adolphe                      |                   |            | Alliance Caméléon |        |                 |           |
|          | BOUKARY MORY Guy                   |                   |            | FARD-ALAFIA       |        |                 |           |
|          | CHEDE Agbomenou Gbénou             |                   |            | PRD               |        |                 |           |
|          | CHINKOUN Kossi Albert              |                   |            | PRD               |        |                 |           |
|          | DANSOU Essou Félix                 |                   |            | PSD               |        |                 |           |
|          | DAVO Lani Bernard                  |                   |            | PSD               |        |                 |           |
|          | Djibril Mama Débourou              |                   |            | UDS               |        |                 |           |
|          | Joseph Marcellin Dégbé             |                   |            | RB                |        |                 |           |
|          | DEGBEDJI Raphaël                   |                   |            | PRD               |        |                 |           |
|          | DINDIN Kodo Adolphe                |                   |            | PSD               |        |                 |           |
|          | DJIVO Patrick                      |                   |            | PRD               |        |                 |           |
|          | DJREKPO Charles                    |                   |            | PSD               |        |                 |           |
|          | DOSSO Djindi                       |                   |            | UDS               |        |                 |           |
|          | GARBA Imorou                       |                   |            | FARD-ALAFIA       |        |                 |           |
|          | GATA Alimatou épse BIAOU           |                   |            | PRD               |        |                 |           |
|          | GBADAMASSI Moucharafou             |                   |            | PRD               |        |                 |           |
|          | GBAGUIDI Alphonse                  |                   |            | RB                |        |                 |           |
|          | GBEDAN Mathias                     |                   |            | PRD               |        |                 |           |
|          | GNASSOUNOU C. Michel               |                   |            | RB                |        |                 |           |
|          | GNAVO Jules                        |                   |            | RB                |        |                 |           |
|          | Isidore Gnonlonfoun                |                   |            | PRD               |        |                 |           |
|          | GOLOU K. Théophile                 |                   |            | PSD               |        |                 |           |
|          | HAGNONNOU T. Vincent               |                   |            | PSD               |        |                 |           |
|          | HOUDE Valentin                     |                   |            | Alliance IPD      |        |                 |           |
|          | Maxime Houédijissin                |                   |            | RB                |        |                 |           |
|          | HOUGNINOU O. Dominique             |                   |            | RDP               |        |                 |           |
|          | HOUNKPONOU Jean-Claude             |                   |            | PSD               |        |                 |           |
|          | Alexandre Hountondji               |                   |            | RDL VIVOTEN       |        |                 |           |
|          | IDJI Kolawole Antoine              |                   |            | MADEP             |        |                 |           |
|          | KARIMOU Abou                       |                   |            | PRD               |        |                 |           |
|          | KOKODE Christine née ADEGNIKA      |                   |            | PRD               |        |                 |           |
|          | KOTO N’GOBI Soko-Douro             |                   |            | FARD-ALAFIA       |        |                 |           |
|          | KOUSSEY K. Noël                    |                   |            | PCB               |        |                 |           |
|          | KPIKPIDI Emile Oussa               |                   |            | RB                |        |                 |           |
|          | LADIKPO Rigobert                   |                   |            | RAP               |        |                 |           |
|          | LALEYE A. Epiphane                 |                   |            | PRD               |        |                 |           |
|          | MALLAM-IDI Abdoulaye               |                   |            | FARD-ALAFIA       |        |                 |           |
|          | MENSAH T. Kénam                    |                   |            | PRD               |        |                 |           |
|          | MINAKODE Aloukou                   |                   |            | PRD               |        |                 |           |
|          | N’DAH SEKOU Pascal                 |                   |            | PRD               |        |                 |           |
|          | Mathurin Nago                      |                   |            | UDS               |        |                 |           |
|          | NAHUM Eléazar                      |                   |            | RB                |        |                 |           |
|          | NAMBONI P. Antoine                 |                   |            | MNDD              |        |                 |           |
|          | Théophile Nata                     |                   |            | Alliance IPD      |        |                 |           |
|          | NIKOUE E. Euphrasie épse TANIFEANI |                   |            | RB                |        |                 |           |
|          | OROU GUIDOU Aboubakary             |                   |            | UDS               |        |                 |           |
|          | OROU BOUN Sé N’Bouro               |                   |            | UDS               |        |                 |           |
|          | PANOU Prosper                      |                   |            | PRD               |        |                 |           |
|          | PASSO Odette épse BABA Moussa      |                   |            | FARD-ALAFIA       |        |                 |           |
|          | POSSET Raphaël                     |                   |            | RB                |        |                 |           |
|          | SABI DARE Sanni                    |                   |            | FARD-ALAFIA       |        |                 |           |
|          | SACRAMENTO Léon                    |                   |            | RDL VIVOTEN       |        |                 |           |
|          | SAKA SALEY Gani                    |                   |            | FARD-ALAFIA       |        |                 |           |
|          | SANSOUAMOU Albert                  |                   |            | Alliance IPD      |        |                 |           |
|          | SEIDOU Alassane                    |                   |            | FARD-ALAFIA       |        |                 |           |
|          | SINATOKO Bocco Albert              |                   |            | FARD-ALAFIA       |        |                 |           |
|          | SOGLO Guy Cossivi                  |                   |            | RB                |        |                 |           |
|          | SOSSOUKPE L. A. Richard            |                   |            | RB                |        |                 |           |
|          | SOUNOUVOU Falovê                   |                   |            | MADEP             |        |                 |           |
|          | SOUZA (de) Gaston                  |                   |            | RB                |        |                 |           |
|          | TCHOCODO Gabriel                   |                   |            | PRD               |        |                 |           |
|          | Rosine Vieyra Soglo                |                   |            | RB                |        |                 |           |
|          | ZOUMAROU Koura Souleymane          |                   |            | UNSP              |        |                 |           |